# Privatbrauerei Eibau i.Sa.

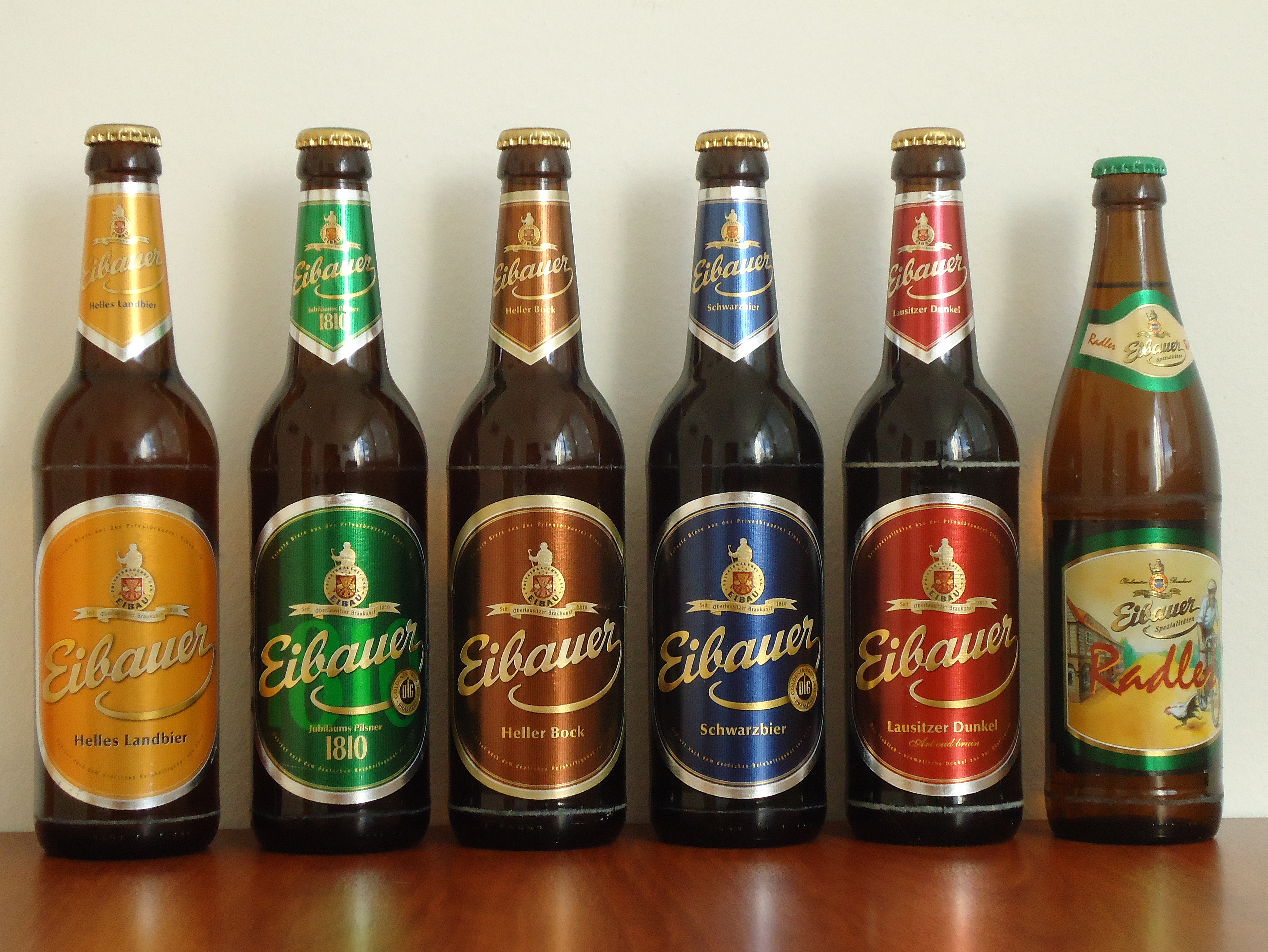
Produktauswahl

Die Privatbrauerei Eibau i.Sa. GmbH ist eine vor allem für ihr Schwarzbier bekannte Bierbrauerei in der Oberlausitz. Sie befindet sich in Eibau im Landkreis Görlitz.

## Geschichte

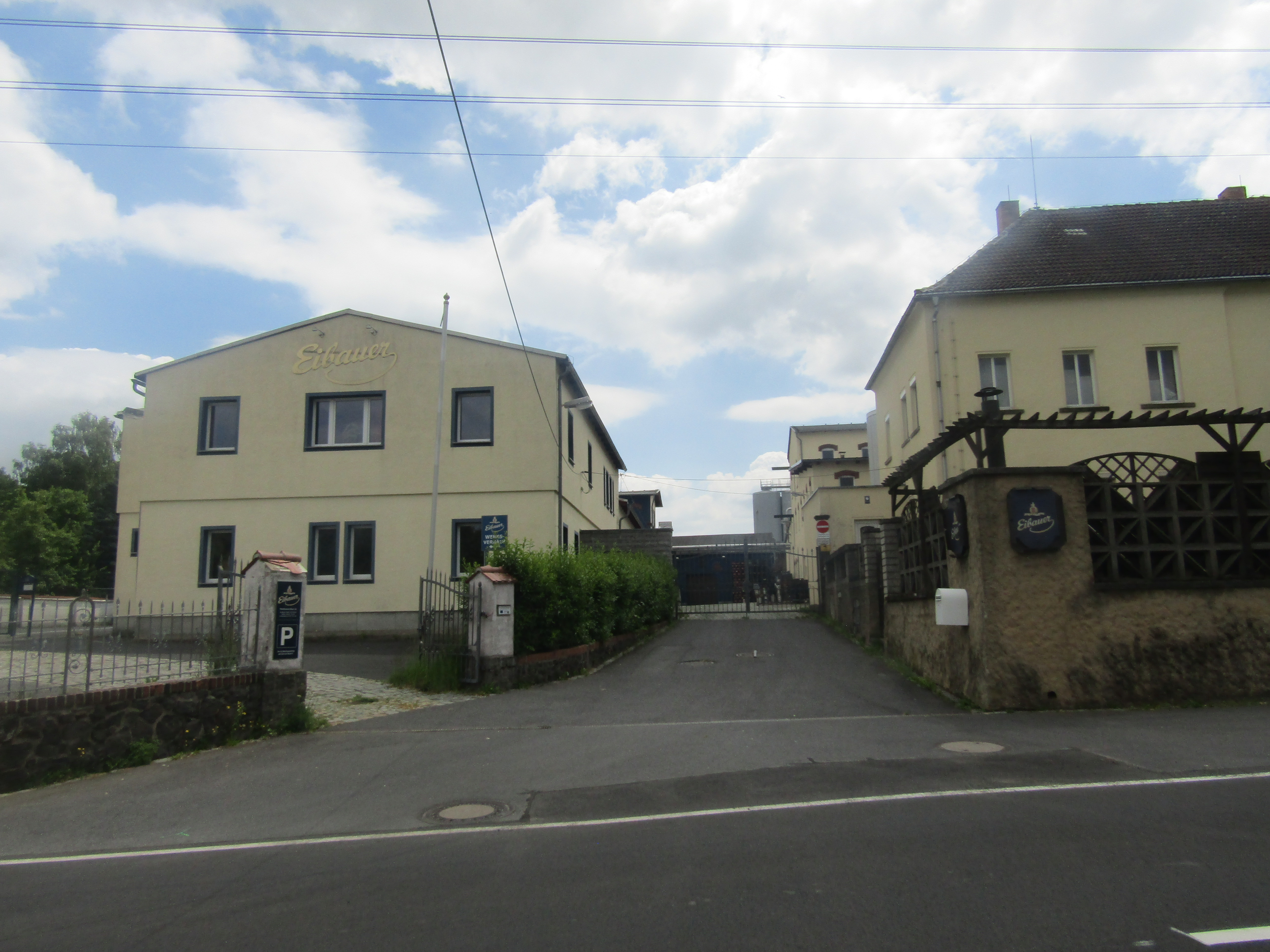
Privatbrauerei Eibau i.Sa.GmbH

Die Landbrauerei in Eibau wurde auf Initiative der Zittauer Bierbürgerschaft gegründet, um die Versorgung der entfernten größeren Dörfer mit Zittauer Bier zu erleichtern. Dieser Beschluss wurde zwar bereits 1786 getroffen, da aber die Errichtung mit nicht unerheblichen Kosten verbunden war, wurde die Landbrauerei in Eibau erst 1810 eingerichtet und erhielt ihr Braurecht. Zwischenzeitlich bewarb sich Ebersbach 1786 und 1802 erfolglos um die Landbrauerei. Anfänglich stammte ein Teil des Brauwassers vom 500 Meter entfernt liegenden Beckenbergmüller und wurde durch Holzröhren zur Brauerei geleitet. Diese Brauerei brannte 1863 ab. Gustav Adolf Theodor Krampf kaufte die Brauerei nach ihrem Wiederaufbau. Sie produzierte von 1900 bis 1907 Caramel-Malzbier (Eibauer Porter mit etwa 2,5 % Vol. Alk.), und die Brauerei erlebte dadurch ihre Blütezeit. Zum Fuhrpark gehörten 21 Brauereipferde und sechs Ochsen. Am 29. Januar 1937 erwarb der Braumeister Hans Münch das Braugut in Eibau, das er bis 1972 führte.
Am 14. Mai 1945 wurde der erste Sud Bier mit zwölf Prozent Stammwürze auf Anordnung der sowjetischen Kommandantur gebraut. Im Mai 1972 erfolgte die Enteignung der Brauerei, sie wurde der Landskronbrauerei Görlitz angegliedert. 1990 erwarben dann die Nachkommen wieder das Unternehmen und führten es bis 2008 im Familienbetrieb weiter. Nach dem Verkauf des Unternehmens erfolgte 2010 die Umbenennung in Privatbrauerei Eibau i.Sa.
1998 wurde die Braulizenz des Klosters St. Marienthal erworben. Ebenfalls wird das „German Beer“ gebraut, welches ursprünglich in der Sternburgbrauerei Lützschena hergestellt wurde.
Geschäftsführerin der Brauerei ist Julia Böhmer.

## Sage
Eine Sage berichtet von einem Zittauer Malzmönch, der gern in der Eibauer Brauerei verweilte, um dort jeden Monat einmal die Güte des Malzes zu prüfen.

## Biersorten
Die Eibauer Privatbrauerei produziert folgende Biersorten und Biermischgetränke:
- Eibauer Schwarzbier
- Lausitzer Dunkel
- Jubiläums Pilsner 1810
- Eibauer Helles Landbier
- Eibauer Heller Bock
- Eibauer Dunkler Bock
- Eibauer Radler
- German Beer 12°
- St. M, hell und dunkel (St. Marienthaler Klosterbier)
- Eibauer Zwick’l, hell und dunkel, naturtrüb (Zwickelbier)
- Lausitzer Häuselbier
- Eibauer Hefeweizen
- Zittauer Bürgerbräu
- Eibauer Summer Mint
- Eibauer Summer Coco
- Eibauer Winter Coco

Historische Sorten:
- Bayrisch
- Bock
- Einfach-Dunkel
- Krawallor
- Münchgold
- Münch Malz
- Pilsner
- Porter

Der Ausstoß der Brauerei beträgt etwa 100.000 Hektoliter.

## Auszeichnungen
- Eibauer Schwarzbier, DLG-Preis in Gold: 2003, 2007, 2017, 2019
- Eibauer Pilsner, DLG-Preis in Silber: 2003

## Aktivitäten
- Der Eibauer Bier- und Traditionszug mit etwa 1.500 Teilnehmern stellt jährlich Ende Juni den Bierzug der Eibauer nach Walddorf vom 25. März 1693 dar. Ab 2013 nahm die Privatbrauerei Eibau zeitweilig nicht am Bierzug teil.[2]